# Майден, Кёртис
Кёртис Майден (англ. Curtis Myden; род. 31 декабря 1973 года, Виктория, Альберта, Канада) — канадский пловец. Специализируется в плавании смешанным стилем на дистанциях 200 и 400 метров.
Дебютировал в составе сборной страны на Олимпийских играх 1992 года, выиграл свои первые международные медали в Играх Содружества 1994 года.